# 杨郢乡
杨郢乡，是中华人民共和国安徽省滁州市来安县下辖的一个乡镇级行政单位。

## 行政区划
杨郢乡下辖以下地区：
志凡村、陡山村、静波村、余庄村、红星村、宝山村、高郢村和宝山林场。